# Ermida de São Sebastião (Biscoitos)
A Ermida de São Sebastião localiza-se na freguesia dos Biscoitos, concelho da Praia da Vitória, na ilha Terceira, Região Autónoma dos Açores, em Portugal.

## História
Foi mandada edificar em 1892 por Francisco Maria Brum junto da sua residência, sob a invocação de São Sebastião.
Possui ainda imagens de Nossa Senhora das Necessidades, do Espírito Santo, de Santo António, de São José e de São Francisco de Assis.